# كونكورديا ساغيتاريا
كونكورديا ساغيتاريا هي كومونا في مدينة البندقية، في فينيتو، في إيطاليا.

## تاريخ البلدة
تأسست البلدة عام 42 قبل الميلاد بأسم يوليا كونكورديا من قبل الرومان، حيث تقاطع طريق فيا أنيا وفيا بوستوميا مع بعضهما البعض. ويعود تاريخ تأسيس أبرشية كونكورديا إلى قرابة عام 380 ميلادي. ثم استولى أتيلا على المدينة ودمرها عام 452 م.
بعد سقوط الإمبراطورية الرومانية الغربية، كانت جزءًا من دوقية سيفيدال اللومباردية، ثم لاحقًا أصبحت في مارس فريولي ثم في بطريركية أكويليا.
في عام 1420، ضـُمت البلدة إلى جمهورية البندقية مع جميع مقاطعات فريولي.
وفي عام 1838 تم فصلها عن مقاطعات فريولي لتضمينها في مقاطعة البندقية.

## المعالم السياحية الرئيسية
- تريتشورا مارتيريوم (350 ميلادي)
- بقايا الجسر الروماني (القرنين الأول والثاني الميلاديين)
- قصر الأسقف (القرن الخامس عشر)
- المعمودية (القرن الحادي عشر)
- كاثدرائية القديس ستيفن (1466)